# Лінгере
Лінгере (фр. Linguère) — місто і комуна на півночі Сенегалу, на території області Луга. Адміністративний центр однойменного департаменту.

## Географія
Місто знаходиться в східній частині області, на правому березі сезонної річки Ферло (Ferlo), на відстані приблизно 243 кілометрів на схід-північно-схід (ENE) від столиці країни Дакару. Абсолютна висота - 1 метр над рівнем моря.

## Населення
За даними перепису 2002 року чисельність населення Лінгери становила 11 667 осіб.
Динаміка чисельності населення міста за роками:
| 1976 | 1988 | 2002   | 2010   |
| ---- | ---- | ------ | ------ |
| 7776 | 9824 | 11 667 | 14 800 |

## Транспорт
Найближчий аеропорт розташований в місті Доджі .

## Міста-побратими
- Пон-Сент-Максанс, Франція